# Cúp quốc gia Scotland 2010–11
Cúp quốc gia Scotland 2010–11 là mùa giải thứ 126 của giải đấu bóng đá loại trực tiếp uy tín nhất Scotland.
Celtic giành chức vô địch khi đánh bại Motherwell 3–0.

## Lịch thi đấu
| Vòng      | Ngày bốc thăm                | Ngày thi đấu đầu tiên                   | Số trận đấu | Số trận đấu | Số đội tham gia |
| Vòng      | Ngày bốc thăm                | Ngày thi đấu đầu tiên                   | Ban đầu     | Đấu lại     | Số đội tham gia |
| --------- | ---------------------------- | --------------------------------------- | ----------- | ----------- | --------------- |
| Vòng Một  | Thứ Tư 1 tháng 9 năm 2010    | Thứ Bảy 25 tháng 9 năm 2010             | 17          | 7           | 81 → 64         |
| Vòng Hai  | Thứ Tư 29 tháng 9 năm 2010   | Thứ Bảy 23 tháng 10 năm 2010            | 16          | 4           | 64 → 48         |
| Vòng Ba   | Thứ Năm 28 tháng 10 năm 2010 | Thứ Bảy 20 tháng 11 năm 2010            | 16          | 3           | 48 → 32         |
| Vòng Bốn  | Thứ Hai 22 tháng 11 năm 2010 | Thứ Bảy 8 tháng 1 năm 2011              | 16          | 7           | 32 → 16         |
| Vòng Năm  | Thứ Ba 11 tháng 1 năm 2011   | Thứ Bảy 5 tháng 2 năm 2011              | 8           | 1           | 16 → 80         |
| Tứ kết    | Chủ Nhật 6 tháng 2 năm 2011  | Thứ Bảy 12 tháng 3 năm 2011             | 4           | 2           | 8 → 4           |
| Bán kết   | Chủ Nhật 13 tháng Ba         | Thứ Bảy/Chủ Nhật 16/17 tháng 4 năm 2011 | 2           | N/A         | 4 → 2           |
| Chung kết | N/A                          | Thứ Bảy 21 tháng 5 năm 2011             | 1           | N/A         | 2 → 1           |

Từ vòng Một đến vòng Ba, các trận đấu bị hoãn hoặc hòa sẽ thường được đấu lại ở cuối tuần tiếp theo và giữa tuần sau đó. Từ vòng Bốn đến vòng Sáu, các trận đấu bị hoãn hoặc hòa thường được đấu lại ở giữa tuần thứ 2 sau ngày thi đấu chính và giữa tuần tiếp theo. Không có đấu lại trong các trận Bán kết hoặc Chung kết.

## Vòng Một
Lễ bốc thăm vòng Một diễn ra vào ngày 1 tháng 9 năm 2010.
Wick Academy được đi thẳng vào vòng Hai.
| Đội nhà                 | Tỉ số | Đội khách             |
| ----------------------- | ----- | --------------------- |
| Golspie Sutherland      | 2–2   | Fort William          |
| Rothes                  | 2–2   | Nairn County          |
| Civil Service Strollers | 1–2   | Wigtown & Bladnoch    |
| Edinburgh City          | 1–0   | Clachnacuddin         |
| Glasgow University      | 1–0   | Burntisland Shipyard  |
| Beith                   | 2–0   | Linlithgow Rose       |
| Coldstream              | 1–3   | Forres Mechanics      |
| Fraserburgh             | 3–3   | St Cuthbert Wanderers |
| Hawick Royal Albert     | 0–3   | Dalbeattie Star       |
| Newton Stewart          | 1–1   | Preston Athletic      |
| Edinburgh University    | 2–2   | Brora Rangers         |
| Deveronvale             | 0–0   | Inverurie Loco Works  |
| Lossiemouth             | 0–2   | Whitehill Welfare     |
| Vale of Leithen         | 1–3   | Keith                 |
| Huntly                  | 2–2   | Girvan                |
| Selkirk                 | 1–6   | Bo'ness United        |
| Gala Fairydean          | 1–6   | Sunnybank             |

Nguồn: BBC Sport
a.e.t. = sau hiệp phụ; agg. = tổng tỉ số; pen. = quyết định bằng luân lưu.

### Đấu lại
Các trận đấu diễn ra vào ngày 2 tháng 10 năm 2010.
| Đội nhà               | Tỉ số | Đội khách            |
| --------------------- | ----- | -------------------- |
| Fort William          | 2–3   | Golspie Sutherland   |
| Nairn County          | 4–1   | Rothes               |
| St Cuthbert Wanderers | 3–1   | Fraserburgh          |
| Preston Athletic      | 3–0   | Newton Stewart       |
| Brora Rangers         | 2–1   | Edinburgh University |
| Inverurie Loco Works  | 0–5   | Deveronvale          |
| Girvan                | 2–1   | Huntly               |

Nguồn: BBC Sport
a.e.t. = sau hiệp phụ; agg. = tổng tỉ số; pen. = quyết định bằng luân lưu.

## Vòng Hai
Lễ bốc thăm vòng Hai diễn ra vào ngày 29 tháng 9 năm 2010.
| Đội nhà            | Tỉ số | Đội khách             |
| ------------------ | ----- | --------------------- |
| Deveronvale        | 1–0   | Dalbeattie Star       |
| Forres Mechanics   | 0–0   | East Stirlingshire    |
| Preston Athletic   | 0–0   | Annan Athletic        |
| Clyde              | 1–2   | Berwick Rangers       |
| Wigtown & Bladnoch | 1–7   | Buckie Thistle        |
| Beith              | 8–1   | Glasgow University    |
| Nairn County       | 0–1   | Cove Rangers          |
| Keith              | 0–3   | Spartans              |
| Stranraer          | 9–0   | St Cuthbert Wanderers |
| Bo'ness United     | 2–1   | Queen's Park          |
| Whitehill Welfare  | 4–3   | Wick Academy          |
| Golspie Sutherland | 2–2   | Girvan                |
| Montrose           | 1–1   | Arbroath              |
| Edinburgh City     | 2–4   | Threave Rovers        |
| Albion Rovers      | 0–1   | Sunnybank             |
| Elgin City         | 5–3   | Brora Rangers         |

Nguồn: BBC Sport
a.e.t. = sau hiệp phụ; agg. = tổng tỉ số; pen. = quyết định bằng luân lưu.

### Đấu lại
Các trận đấu diễn ra vào ngày 30 tháng 10 năm 2010.
| Đội nhà            | Tỉ số          | Đội khách          |
| ------------------ | -------------- | ------------------ |
| East Stirlingshire | 4–0            | Forres Mechanics   |
| Annan Athletic     | 5–0            | Preston Athletic   |
| Girvan             | 4–0            | Golspie Sutherland |
| Arbroath           | 2 – 3 (a.e.t.) | Montrose           |

Nguồn: BBC Sport
a.e.t. = sau hiệp phụ; agg. = tổng tỉ số; pen. = quyết định bằng luân lưu.

## Vòng Ba
Lễ bốc thăm vòng Ba diễn ra vào ngày 28 tháng 10 năm 2010.
| Đội nhà         | Tỉ số | Đội khách          |
| --------------- | ----- | ------------------ |
| Peterhead       | 2–0   | Cowdenbeath        |
| Ross County     | 4–1   | Deveronvale        |
| East Fife       | 3–1   | Forfar Athletic    |
| Bo'ness United  | 0–2   | Buckie Thistle     |
| Spartans        | 1–2   | East Stirlingshire |
| Stirling Albion | 1–3   | Partick Thistle    |
| Cove Rangers    | 0–3   | Berwick Rangers    |
| Stenhousemuir   | 2–2   | Threave Rovers     |
| Brechin City    | 2–2   | Annan Athletic     |
| Airdrie United  | 2–2   | Beith              |
| Dumbarton       | 1–2   | Greenock Morton    |
| Alloa Athletic  | 4–2   | Raith Rovers       |
| Montrose        | 3–1   | Whitehill Welfare  |
| Ayr United      | 5–0   | Sunnybank          |
| Elgin City      | 2–1   | Livingston         |
| Stranraer       | 4–2   | Girvan             |

Nguồn: BBC Sport
a.e.t. = sau hiệp phụ; agg. = tổng tỉ số; pen. = quyết định bằng luân lưu.

### Vòng Ba Đấu lại
Các trận đấu diễn ra vào ngày 4 tháng 1 năm 2011 với trường hợp ngoại lệ của trận đấu Threave Rovers v Stenhousemuir mà diễn ra vào ngày thứ Tư 12 tháng Một đã bị hoãn trước đó vào các ngày 4 tháng Một, 5 tháng Một, 8 tháng Một & 11 tháng Một, tất cả các trận đấu ban đầu được dự định diễn ra vào ngày 27 tháng 11 và 30 tháng 11 (hoãn do điều kiện thời tiết) và 7 tháng 12 (6 tháng 12 cho trận Threave Rovers v Stenhousemuir) (lại bị hoãn do điều kiện thời tiết) cũng như 14 tháng 12 lại bị hoãn do điều kiện thời tiết, trận đấu của Annan được dự định diễn ra vào đêm tiếp theo sau ngày hoãn trận đấu 14 tháng Mười Hai. Sau đó các trận đấu được dự định thi đấu ngày 21 tháng 12 và 28 tháng 12 nhưng cả hai ngày đều lại phải hoãn do điều kiện thời tiết.
| Đội nhà        | Tỉ số | Đội khách      |
| -------------- | ----- | -------------- |
| Threave Rovers | 1–5   | Stenhousemuir  |
| Annan Athletic | 2–5   | Brechin City   |
| Beith          | 3–4   | Airdrie United |

Nguồn: BBC Sport
a.e.t. = sau hiệp phụ; agg. = tổng tỉ số; pen. = quyết định bằng luân lưu.

## Vòng Bốn
Lễ bốc thăm vòng Bốn diễn ra vào ngày 22 tháng 11 năm 2010 lúc 11:30am tại Hampden Park trực tiếp trên Sky Sports News và Sky Sports News HD. Các trận đấu diễn ra vào ngày thứ Bảy 8 tháng Một và Chủ Nhật 9 tháng Một cho trận của Dundee and Berwick Rangers với trận đấu của Rangers vào đêm tiếp theo (thứ Hai 10 tháng Một). Trận đấu giữa Falkirk và Queen of the South diễn ra vào ngày thứ Ba 11 tháng Một và trận đấu của Morton diễn ra vào ngày thứ Ba 18 tháng Một sau khi cả ba trận đều bị hoãn vào ngày 8 tháng Một. Hearts v St Johnstone cũng diễn ra ngày 11 tháng Một & East Stirlingshire v Buckie Thistle diễn ra ngày thứ Tư 19 tháng Một đều bị hoãn ở ngày 9 tháng Một và trận của Stranraer diễn ra ngày thứ Ba 18 tháng Một sau trận đấu lại của Threave Rovers v Stenhousemuir bị chuyển qua thứ Tư 12 tháng Một vì lý do thời tiết.
| Đội nhà             | Tỉ số | Đội khách            |
| ------------------- | ----- | -------------------- |
| Aberdeen            | 6–0   | East Fife            |
| Berwick Rangers     | 0–2   | Celtic               |
| Dundee              | 0–4   | Motherwell           |
| Dundee United       | 0–0   | Ross County          |
| East Stirlingshire  | 1–0   | Buckie Thistle       |
| Falkirk             | 2–2   | Partick Thistle      |
| Hamilton Academical | 2–0   | Alloa Athletic       |
| Hearts              | 0–1   | St Johnstone         |
| Hibernian           | 0–0   | Ayr United           |
| Inverness CT        | 2–0   | Elgin City           |
| Montrose            | 2–2   | Dunfermline Athletic |
| Morton              | 2–2   | Airdrie United       |
| Queen of the South  | 1–2   | Brechin City         |
| Rangers             | 3–0   | Kilmarnock           |
| Stenhousemuir       | 0–0   | Stranraer            |
| St Mirren           | 0–0   | Peterhead            |

Nguồn: BBC Sport
a.e.t. = sau hiệp phụ; agg. = tổng tỉ số; pen. = quyết định bằng luân lưu.

- Buckie Thistle progressed after East Stirlingshire fielded an ineligible player.[3]

### Đấu lại
Trận của Dunfermline ban đầu diễn ra ngày 11 tháng Một nhưng bị hoãn và được thi đấu ngày 18 tháng Một và các trận đấu còn lại đều được thi đấu đúng ngày trừ 2 trận Airdrie v Morton & Stranraer v Stenhousemuir diễn ra ngày 25 tháng Một.
| Đội nhà              | Tỉ số                        | Đội khách     |
| -------------------- | ---------------------------- | ------------- |
| Ayr United           | 1–0                          | Hibernian     |
| Dunfermline Athletic | 5–3                          | Montrose      |
| Partick Thistle      | 1–0                          | Falkirk       |
| Peterhead            | 1–6                          | St Mirren     |
| Ross County          | 0 – 0 (a.e.t.) 3 – 4 (ph.đ.) | Dundee United |
| Airdrie United       | 2–5                          | Morton        |
| Stranraer            | 4–3                          | Stenhousemuir |

Nguồn: BBC Sport
a.e.t. = sau hiệp phụ; agg. = tổng tỉ số; pen. = quyết định bằng luân lưu.

## Vòng Năm
Lễ bốc thăm vòng Năm diễn ra vào ngày Thứ Ba 11 tháng 1 năm 2011 lúc 2:30pm tại Hampden Park trực tiếp trên Sky Sports News và Sky Sports News HD. Các trận đấu diễn ra ngày thứ Bảy, 5 tháng Hai & Chủ Nhật, 6 tháng Hai, trừ trận St Johnstone v Partick Thistle bị hoãn sang thứ Ba, 8 tháng Hai do sân không thi đấu được và thứ Tư, 9 tháng Hai do sân bị phủ đầy tuyết.
| Đội nhà             | Tỉ số | Đội khách            |
| ------------------- | ----- | -------------------- |
| Aberdeen            | 1–0   | Dunfermline Athletic |
| Ayr United          | 1–2   | St Mirren            |
| Buckie Thistle      | 0–2   | Brechin City         |
| Hamilton Academical | 1–3   | Dundee United        |
| Inverness CT        | 5–1   | Morton               |
| Rangers             | 2–2   | Celtic               |
| Stranraer           | 0–2   | Motherwell           |
| St Johnstone        | 2–0   | Partick Thistle      |

Nguồn: BBC Sport
a.e.t. = sau hiệp phụ; agg. = tổng tỉ số; pen. = quyết định bằng luân lưu.

### Đấu lại
| Đội nhà | Tỉ số | Đội khách |
| ------- | ----- | --------- |
| Celtic  | 1–0   | Rangers   |

Nguồn: BBC Sport
a.e.t. = sau hiệp phụ; agg. = tổng tỉ số; pen. = quyết định bằng luân lưu.

## Tứ kết
Lễ bốc thăm Tứ kết diễn ra vào ngày Chủ Nhật 6 tháng Hai lúc 2:30pm tại Ibrox Stadium trực tiếp trên Sky Sports 2, Sky Sports HD2 & Sky 3D sau trận đấu của Old Firm ở vòng Năm. Các trận đấu diễn ra vào ngày thứ Bảy, 12 tháng Ba và Chủ Nhật, 13 tháng Ba, trừ trận Inverness CT vs Celtic, bị hoãn sang ngày thứ Tư, 16 tháng Ba vì sân Caledonian Stadium bị ngập nước.
| Đội nhà       | Tỉ số | Đội khách    |
| ------------- | ----- | ------------ |
| Brechin City  | 2–2   | St Johnstone |
| Dundee United | 2–2   | Motherwell   |
| Inverness CT  | 1–2   | Celtic       |
| St Mirren     | 1–1   | Aberdeen     |

Nguồn: BBC Sport
a.e.t. = sau hiệp phụ; agg. = tổng tỉ số; pen. = quyết định bằng luân lưu.

### Đấu lại
| Đội nhà      | Tỉ số | Đội khách     |
| ------------ | ----- | ------------- |
| Aberdeen     | 2–1   | St Mirren     |
| St Johnstone | 1–0   | Brechin City  |
| Motherwell   | 3–0   | Dundee United |

Nguồn: BBC Sport
a.e.t. = sau hiệp phụ; agg. = tổng tỉ số; pen. = quyết định bằng luân lưu.

## Bán kết
Lễ bốc thăm Bán kết diễn ra vào ngày Thứ Hai, 14 tháng Ba tại Inverclyde National Sports Training Centre lúc 1pm trực tiếp trên Sky Sports News & Sky Sports News HD. Các trận đấu diễn ra vào ngày thứ Bảy, 16 tháng Tư & Chủ Nhật, 17 tháng Tư trên sân Hampden Park.
| Đội nhà    | Tỉ số | Đội khách    |
| ---------- | ----- | ------------ |
| Motherwell | 3–0   | St Johnstone |
| Aberdeen   | 0–4   | Celtic       |

Nguồn: BBC Sport
a.e.t. = sau hiệp phụ; agg. = tổng tỉ số; pen. = quyết định bằng luân lưu.

## Chung kết
| Đội nhà    | Tỉ số | Đội khách |
| ---------- | ----- | --------- |
| Motherwell | 0–3   | Celtic    |

Nguồn: BBC Sport
a.e.t. = sau hiệp phụ; agg. = tổng tỉ số; pen. = quyết định bằng luân lưu.

## Phủ sóng truyền thông

### UK/Ireland
Từ vòng Bốn trở đi, các trận đấu được lựa chọn từ Cúp quốc gia Scotland được truyền hình trực tiếp ở Vương quốc Liên hiệp Anh và Bắc Ireland và Cộng hòa Ireland bởi BBC Scotland và Sky Sports. BBC Scotland có quyền lựa chọn phát sóng một trận mỗi vòng  và Sky Sports phát sóng hai trận mỗi vòng. Cả hai kênh đều phát sóng trực tiếp trận Chung kết.
Các trận đấu sau được truyền hình trực tiếp.
| Vòng      | Sky Sports                                                                       | BBC Scotland                     |
| --------- | -------------------------------------------------------------------------------- | -------------------------------- |
| Vòng Bốn  | Dundee vs Motherwell Berwick Rangers vs Celtic Ayr United vs Hibernian (Đấu lại) | Rangers vs Kilmarnock            |
| Vòng Năm  | Hamilton Academical vs Dundee United Rangers vs Celtic vs Rangers (Đấu lại)      | Aberdeen vs Dunfermline Athletic |
| Tứ kết    | Dundee United vs Motherwell St Johnstone vs Brechin City (Đấu lại)               | St Mirren vs Aberdeen            |
| Bán kết   | Motherwell vs St Johnstone Aberdeen vs Celtic                                    | Motherwell vs St Johnstone       |
| Chung kết | Motherwell vs Celtic                                                             | Motherwell vs Celtic             |

### Nước ngoài
Từ Vòng Bốn trở đi, ở Mỹ và Caribbean Premium Sports phát sóng trực tiếp trận đấu. Setanta Sports phát sóng trực tiếp ở Australia.